# Хомский, Даниил Ильич
Даниил Ильич Хомский (18 сентября 1938, Ленинград — 12 августа 2024) — российский физик, доктор физико-математических наук (1981).

## Биография
Родился 18 сентября 1938 года в Ленинграде. Окончил МГУ (1962). В 1962—1965 — инженер-исследователь в физико-химическом институте имени Карпова, Москва.
С 1965 по 1990 год работал в теоретическом отделе ФИАН. Там защитил кандидатскую (1969) и докторскую (1981) диссертации.
Докторская диссертация: Электронные фазовые переходы и свойства систем с сильной межэлектронной корреляцией : диссертация … доктора физико-математических наук : 01.04.02. — Москва, 1981. — 213 с. : ил.
В 1990—1992 — посещающий профессор Кёльнского университета (ФРГ). В 1992—2003 профессор Гронингенского университета (Нидерланды).
С 2003 года — профессор Кёльнского университета (Германия).
Соавтор модели Кугеля-Хомского (т. н. «Kugel-Khomskii coupling»).
В 2008 году избран Fellow (заслуженным членом) Американского физического общества.
Жена — Татьяна Мельникова. Двое детей.
Умер 12 августа 2024 года в возрасте 85 лет.

## Публикации
- Сергей Владимирович Стрельцов, Даниил Ильич Хомский. Орбитальная физика в соединениях переходных металлов: новые тенденции // Успехи физических наук. — 2017-11-01. — Т. 187, вып. 11. — С. 1205–1235. — ISSN 0042-1294.
- Энергетический спектр одномерной неупорядоченной цепочки с корреляциями. Д. И. Хомский. ТМФ, 11:1 (1972), 130—133
- Хомский Д. И. Необычные электроны в кристаллах (Промежуточная валентность и тяжелые фермионы). — М.: Знание, 1987. — 64 с. — (Новое в жизни, науке, технике. Сер. «Физика»; № 4).
- Кооперативный эффект Яна-Теллера в магнетиках и его оптические проявления [Текст]. — Москва : [б. и.], 1975. — 39 с. : ил.; 20 см. — (Препринт/ АН СССР. Физ. ин-т им. П. Н. Лебедева; № 108).
- Orbital degeneracy and some two-spin models [Текст] / D.I. Khomskii and K.I. Kugel. — Moscow : [б. и.], 1979. — 32 с., 4 л. ил.; 21 см. — (Preprint / Acad. of sciences of the USSR. P.N. Lebedev phys. inst. I.E. Tamm theoretical dep.. Theoretical physics; № 79).
- Диэлектрический формализм в теории сверхпроводимости [Текст] / Д. А. Киржниц, Е. Г. Максимов, Д. И. Хомский ; АН СССР. Урал. науч. центр. Ин-т физики металлов. — Препринт. — Москва : [б. и.], 1973. — 34 с. : черт.; 20 см.
- Transition Metal Compounds / Daniel I. Khomskii; Cambridge University Press, 2014—500 стр., ISBN 1-107-02017-4, ISBN 978-1-107-02017-7
- Basic Aspects of the Quantum Theory of Solids: Order and Elementary Excitations / Daniel I. Khomskii; Cambridge University Press, 2010, ISBN 978-0-521-83521-3, ISBN 978-0-521-83521-3